# Wola Michowa (gmina)
Wola Michowa – dawna gmina wiejska istniejąca w latach 1934–1954 w woj. lwowskim i rzeszowskim (dzisiejsze woj. podkarpackie), a podczas II wojny światowej w dystrykcie krakowskim Generalnego Gubernatorstwa.
Siedzibą gminy w II RP była Wola Michowa, a tuż po II wojnie światowej Lesko (które stanowiło odrębną gminę miejską, a było także siedzibą czterech gmin wiejskich, poza gminą Wola Michowa również gmin: Lesko, Hoczew i Wołkowyja). Następnie wyludniona po wojnie gmina Wola Michowa utraciła samodzielność (choć nie terytorialną odrębność), i była administrowana przez gminę Łukowe z siedzibą w Tarnawie Górnej.

## Historia

### 1934–1939
Gmina zbiorowa Wola Michowa została utworzona 1 sierpnia 1934 roku w powiecie leskim w województwie lwowskim z dotychczasowych jednostkowych gmin wiejskich: Balnica, Łupków, Maniów, Smolnik ad Baligród, Solinka, Szczerbanówka, Wola Michowa i Zubeńsko. Gminy te przekształcono 17 września 1934 w osiem gromad (sołectw) gminy Wola Michowa.
W 1939 roku do gminy wcielono anektowany w 1938 roku niezamieszkany fragment czechosłowackiej wsi Osadne (t.zw. Źródłowisko Udawy).

### 1939–1944
Po wybuchu II wojny światowej i agresji ZSRR na Polskę granica niemiecko-sowiecka przedzieliła powiat leski wzdłuż Sanu. Cała gmina Wola Michowa została zajęta przez Niemców, wchodząc w skład Landkreis Sanok dystryktu krakowskiego Generalnego Gubernatorstwa. Liczba mieszkańców gminy w 1943 roku wynosiła 4163: 385 w Balnicy, 639 w Łupkowie, 415 w Maniowie, 992 w Smolniku, 546 w Solince, 145 w Szczerbanówce, 660 w Woli Michowej i 380 w Zubeńsku.

### 1944–1954
Po wojnie gmina znalazła się ponownie w Polsce, w reaktywowanym powiecie leskim. 18 sierpnia 1945 gmina weszła w skład nowego województwa rzeszowskiego.
Według stanu z dnia 1 lipca 1952 gmina składała się nadal z 8 gromad (Balnica, Łupków, Maniów, Smolnik ad Baligród, Solinka, Szczerbanówka, Wola Michowa i Zubeńsko).
Gmina została zniesiona 29 września 1954 roku wraz z reformą wprowadzającą gromady w miejsce gmin, a miejscowości ją tworzące (oprócz Solinki) włączone zostały do nowej gromady Komańcza w powiat sanockim; Solinkę pozostała w powiecie leskim, wchodząc w skład nowej gromady Cisna.

### Późniejsze losy obszaru
Jednostki nie przywrócono 1 stycznia 1973 po reaktywowaniu gmin, a jej dawny obszar wszedł w skład gmin Komańcza (Balnica, Łupków, Maniów, Smolnik, Szczerbanówka, Wola Michowa i Zubeńsko) i Cisna (Solinka) w powiecie bieszczadzkim w województwie rzeszowskim.